# Écomusée de l'île de Groix
L’écomusée de l'île de Groix, qui a ouvert ses portes en 1984, retrace, selon les principes d'un écomusée, l'histoire de l'île de Groix et de ses habitants.

## Présentation
Le musée est situé dans un bâtiment donnant sur  Port Tudy, dans les locaux d'une ancienne conserverie.
Sylvie San Quirce en est le conservateur depuis 1989.
L'exposition permanente est organisée par thème :
- Le milieu naturel détaille la genèse géologique très particulière de l'île de Groix
- Archéologie expose outils préhistoriques, tombe à barque Viking et tombe de l'âge de fer
- L'habitat
- Les origines retrace l'histoire de l'île
- L'agriculture expose de nombreux instruments agricoles
- La pêche : la  pêche a joué un grand rôle dans l'île en particulier la pêche au thon de 1850 à 1940. Le musée comprend 2 embarcations, des outils de pêche ou de construction navale ainsi que de nombreuses photos.
- Le sauvetage : témoignages de sauvetages, embarcation et équipements
- Vie sociale : description de la société groisillone du XIXe et début XXe siècle.

Parmi les pièces les plus remarquables on trouve un ancien canot de sauvetage datant de 1950 ainsi que la reproduction à l'échelle de la coque d'un bateau affrété pour la pêche au thon.
Le musée organise des ateliers pour les enfants et les adultes ainsi que des sorties en mer à bord d'un voilier de pêche traditionnel.
La Mouette, association d'Amis de Musée édite Les Cahiers de l'Ile de Groix © en vente à la librairie de l'écomusée.
Société des Amis du Musée de Groix (SAMG) publications :  HATOUP Le cahier de l'Ile de Groix dont le nom vient de la devise de Groix qui veut dire " Toutes voiles dehors ", sa "Lettre numérique " ainsi que ses témoignages directs en video - cf. site http://calloch.jp.free.fr/Pages/samg.htm

## Fréquentation
Pour des raisons techniques, il est temporairement impossible d'afficher le graphique qui aurait dû être présenté ici.

## Quelques photos

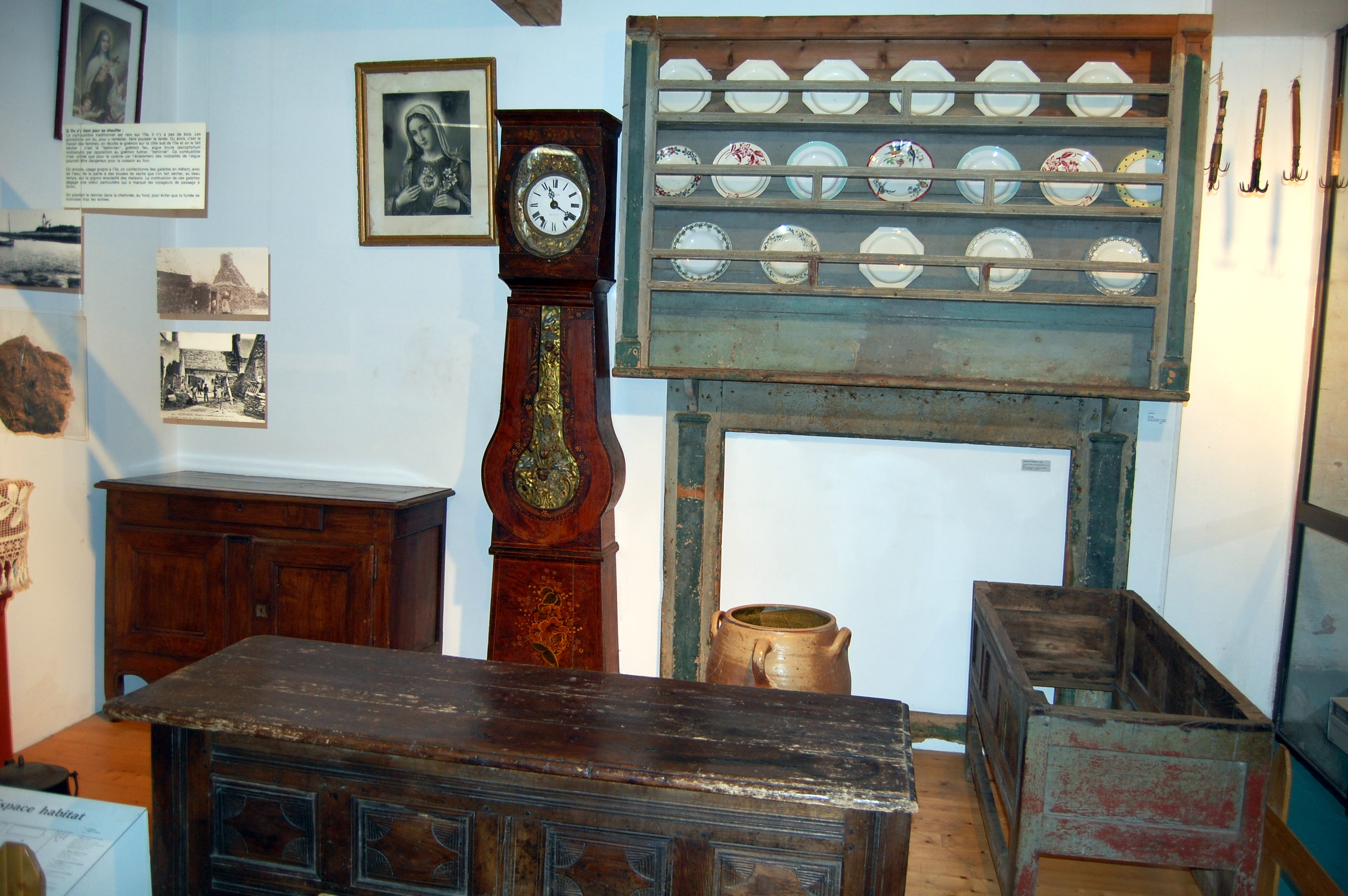
Meubles maison groisillone
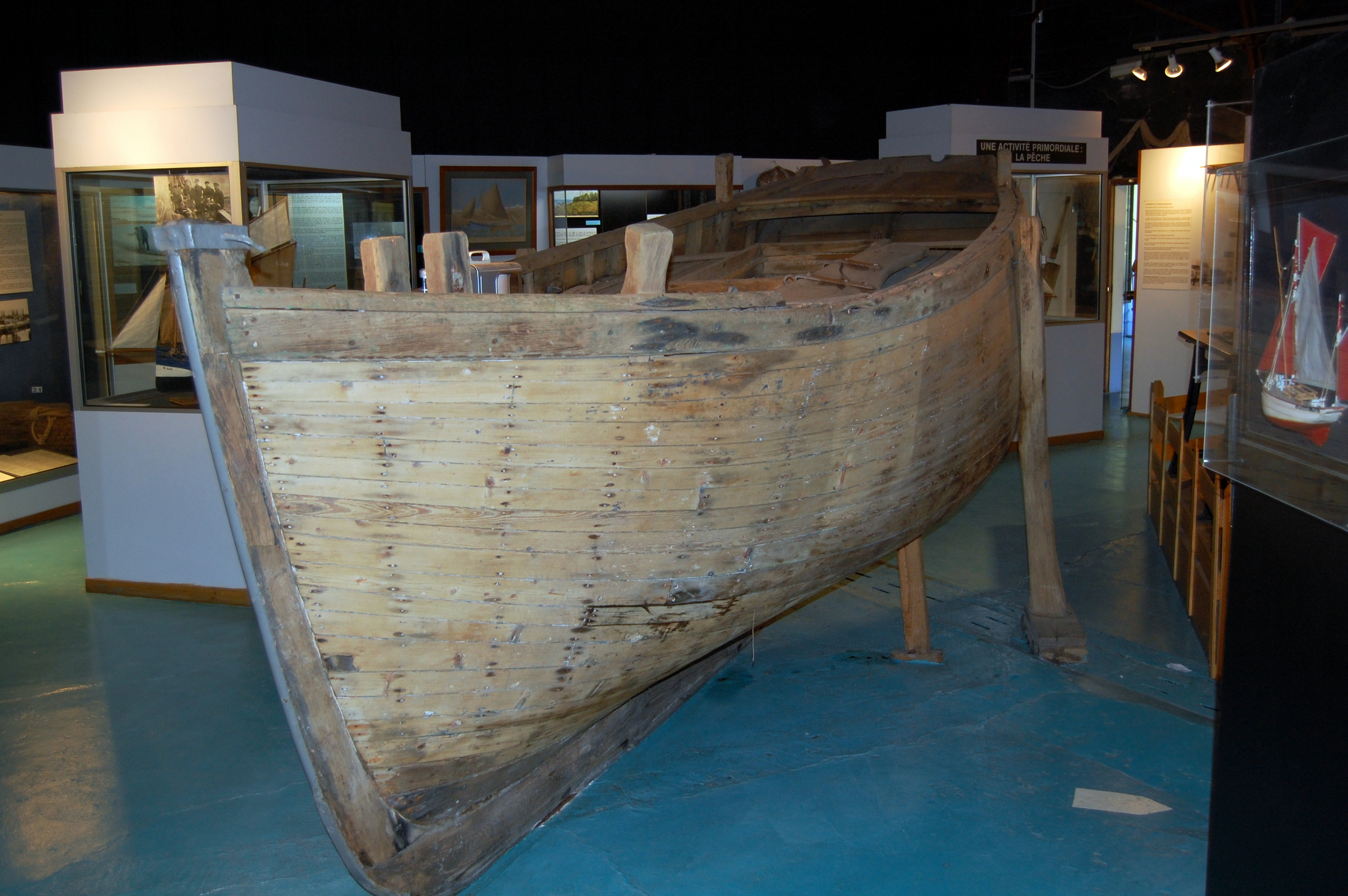
Reconstitution d'une chaloupe pontée
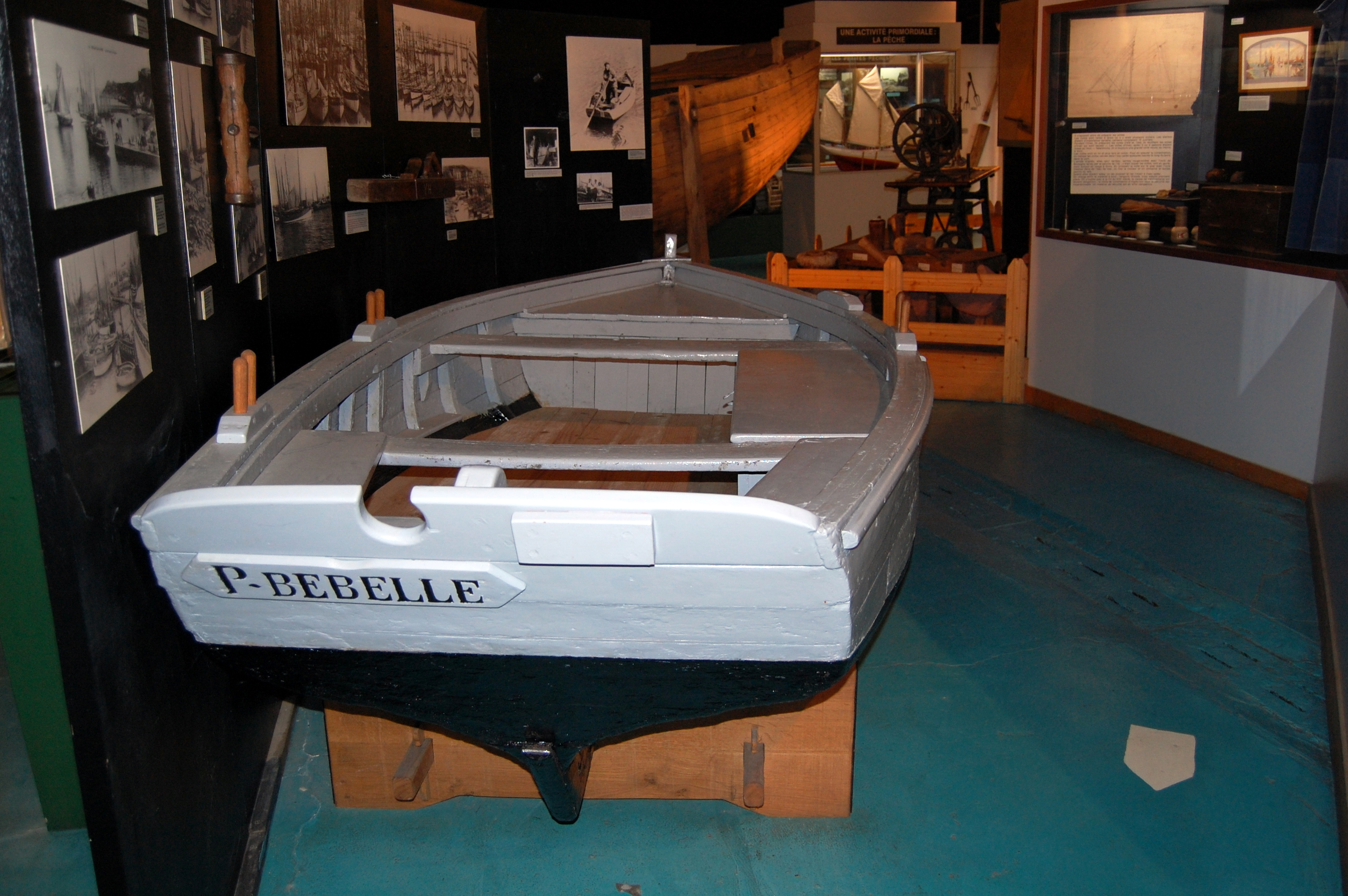
canot
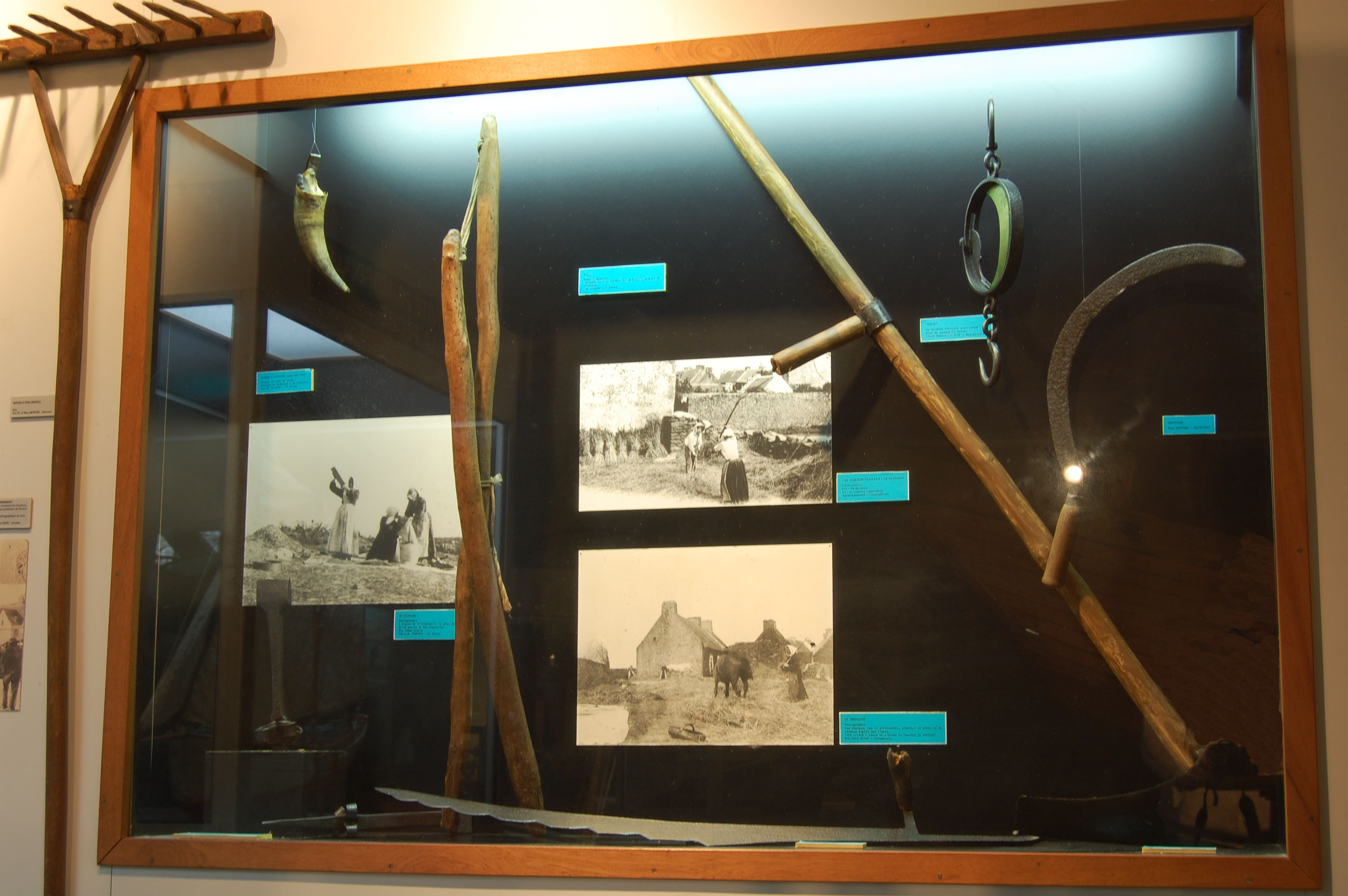
Instruments agricoles
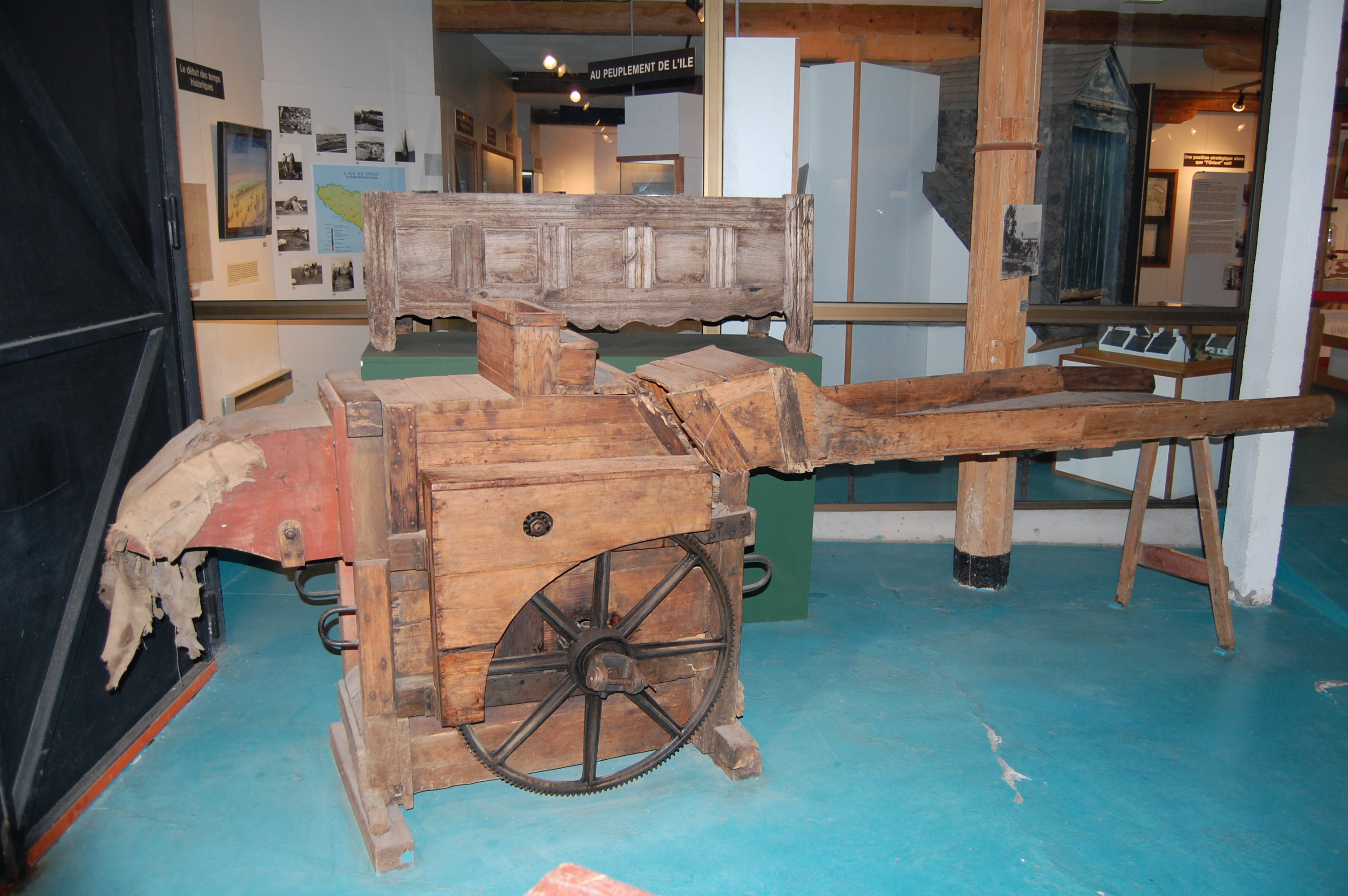
Instruments agricoles
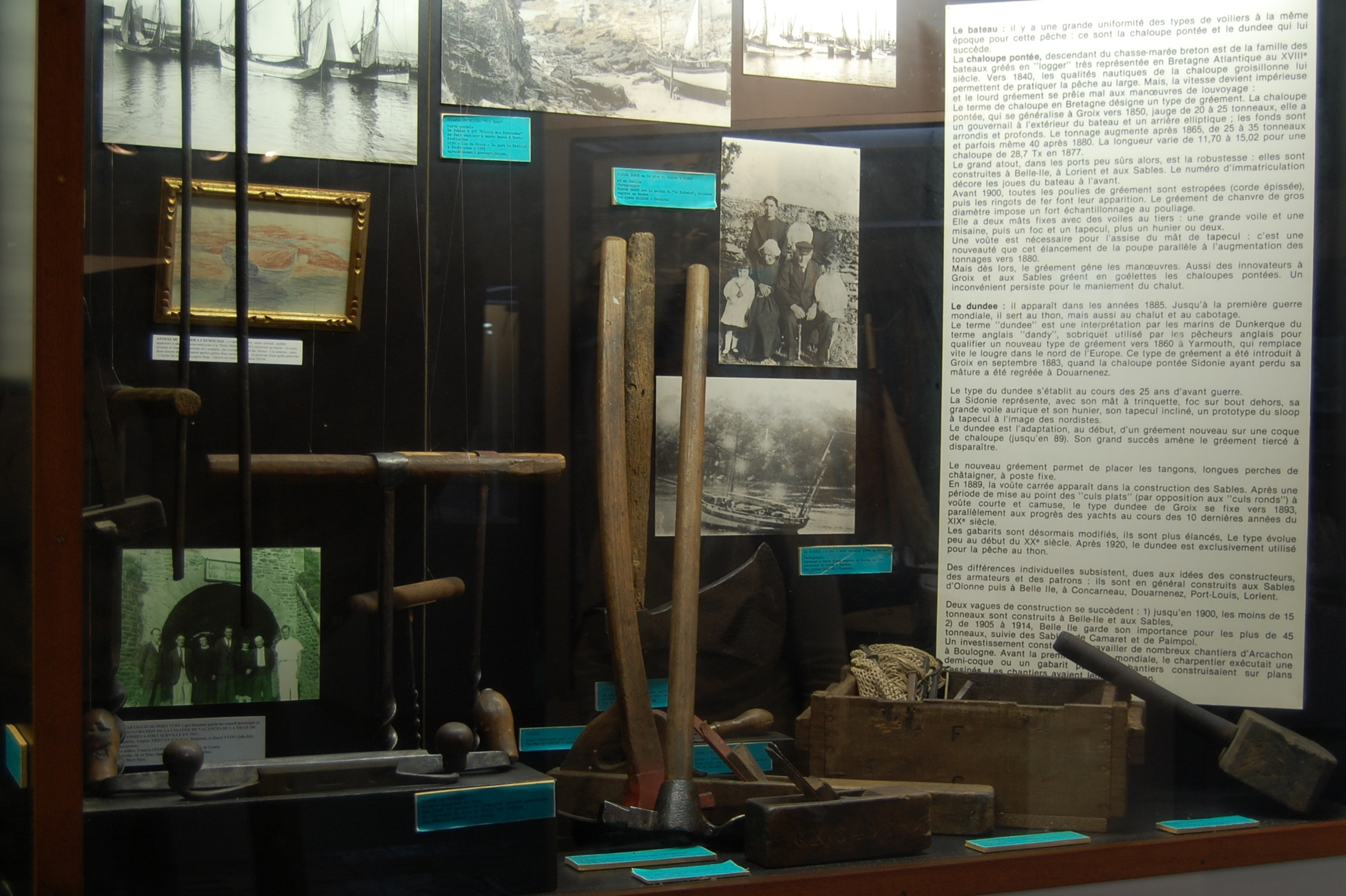
Outils charpentiel naval
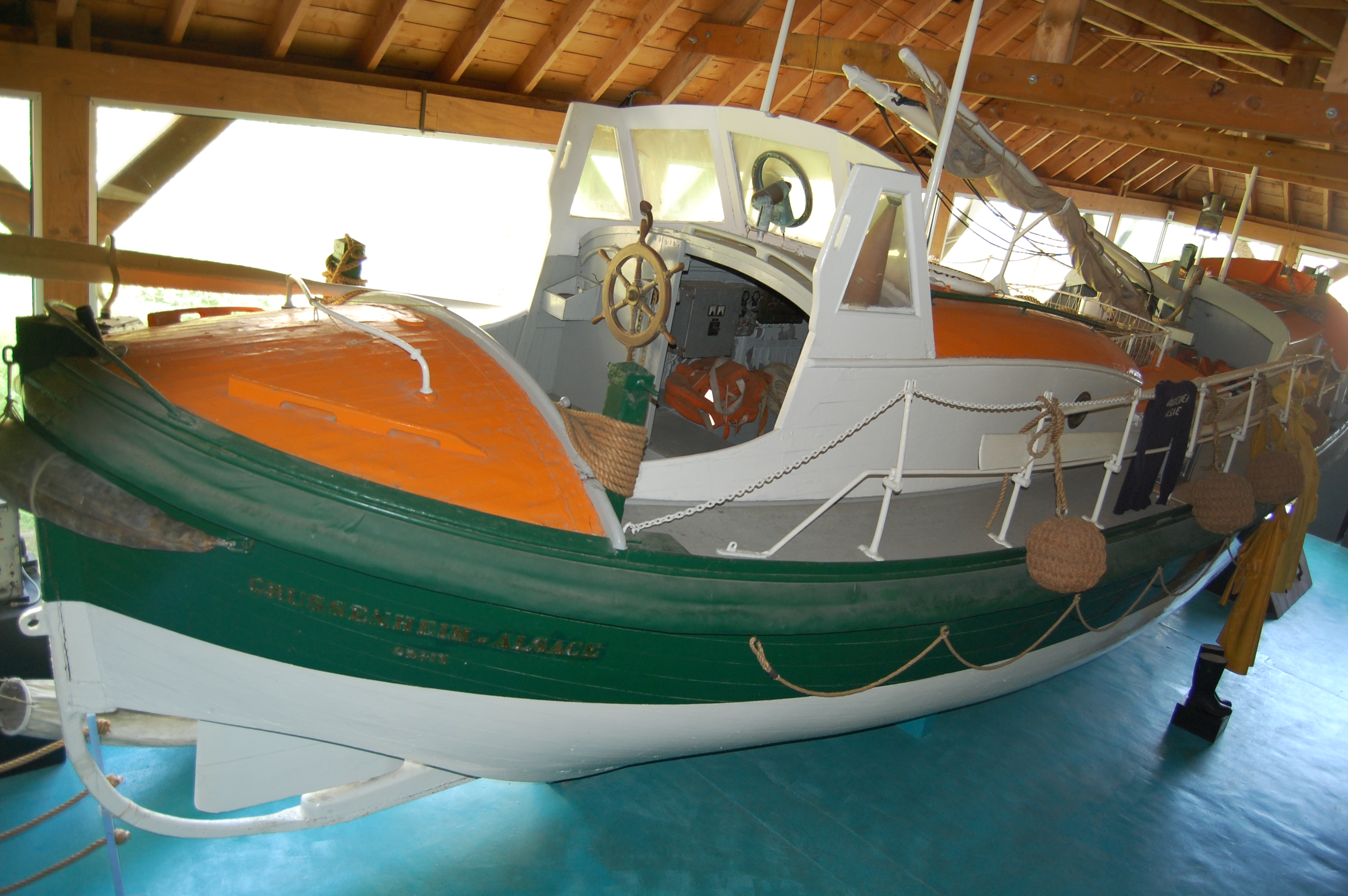
Ancien canot de sauvetage